# André Myhrer
Per André Myhrer (ur. 11 stycznia 1983 w Bergsjö) – szwedzki narciarz alpejski, dwukrotny medalista olimpijski i trzykrotny medalista mistrzostw świata.

## Kariera
Po raz pierwszy na arenie międzynarodowej André Myhrer pojawił się 16 stycznia 1999 roku w Branäs, gdzie w zawodach FIS Race w gigancie zajął 43. miejsce. W 2002 roku wystartował w slalomie na mistrzostwach świata juniorów w Tarvisio, jednak nie ukończył rywalizacji. Wystąpił także w gigancie i slalomie na rozgrywanych rok później mistrzostwach świata juniorów w Briançonnais, jednak obu zawodów nie ukończył.
W zawodach Pucharu Świata zadebiutował 25 stycznia 2004 roku w Kitzbühel, gdzie nie ukończył pierwszego przejazdu w slalomie. Pierwsze pucharowe punkty wywalczył dwa dni później w Schladming, zajmując 13. miejsce w tej samej konkurencji. Blisko rok później, 25 stycznia 2005 roku w Schladming, po raz pierwszy stanął na podium zawodów tego cyklu, zajmując trzecie miejsce w slalomie. W zawodach tych wyprzedzili go jedynie dwaj Austriacy: Manfred Pranger i Benjamin Raich. W kolejnych latach wielokrotnie stawał na podium, odnosząc przy tym pięć zwycięstw: 3 grudnia 2006 roku w Beaver Creek, 6 stycznia 2011 roku w Zagrzebiu, 11 marca 2012 roku w Kranjskiej Gorze, 18 marca 2012 roku w Schladming oraz 11 listopada 2012 roku w Levi. Najlepsze wyniki osiągnął w sezonie 2011/2012, kiedy zdobył Małą Kryształową Kulę w klasyfikacji slalomu. W tej samej klasyfikacji był też trzeci w sezonie 2010/2011, kiedy wyprzedzili go tylko Chorwat Ivica Kostelić oraz Francuz Jean-Baptiste Grange.
Największy indywidualny sukces osiągnął w 2010 roku, kiedy podczas igrzysk olimpijskich w Vancouver wywalczył brązowy medal w slalomie. Po pierwszym przejeździe zajmował dziesiąte miejsce, tracąc do prowadzącego Włocha Giuliano Razzolego 2,24 sekundy. W drugim przejeździe osiągnął jednak najlepszy wynik, jako jedyny zawodnik uzyskując czas poniżej 48 sekund. Pozwoliło mu to przesunąć się na trzecie miejsce, 0,44 sekundy za Razzolim i 0,28 sekundy za Kosteliciem. W tej samej konkurencji był też czwarty na rozgrywanych cztery lata wcześniej igrzyskach w Turynie, przegrywając walkę o podium 0,03 sekundy z Austriakiem Rainerem Schönfelderem. Brał także udział w igrzyskach olimpijskich w Soczi w 2014 roku, jednak nie ukończył zawodów. Kilkukrotnie startował na mistrzostwach świata, jednak indywidualnie stawał na podium. Najlepszy wynik osiągnął podczas mistrzostw świata w Schladming w 2013 roku, gdzie był czwarty. W walce o brązowy medal lepszy okazał się Mario Matt z Austrii. Na tej samej imprezie zdobył za to srebrny medal w zawodach drużynowych, wspólnie z Nathalie Eklund, Fridą Hansdotter, Marią Pietilą-Holmner, Jensem Byggmarkiem i Mattiasem Harginem. Myhrer zdobył również brązowy medal w zawodach drużynowych na mistrzostwach świata w Vail/Beaver Creek w 2015 roku. Obok niego w drużynie tej znaleźli się: Pietilä-Holmner, Hargin, Sara Hector, Anna Swenn-Larsson i Markus Larsson. W 2017 roku wspólnie z kolegami i koleżankami z reprezentacji zdobył kolejny brązowy medal w drużynie podczas mistrzostw świata w Sankt Moritz. Rok później zdobył złoty medal na igrzyskach w Pjongczangu, wyprzedzając Szwajcara Ramona Zenhäuserna i Austriaka Michaela Matta. W 2019 roku wziął udział na mistrzostwach świata w Åre. W zawodach drużynowych zajął z zespołem 5. miejsce, natomiast slalom ukończył na 13. pozycji.

## Osiągnięcia

### Igrzyska olimpijskie
| Miejsce | Dzień     | Rok  | Miejscowość | Konkurencja | Czas zawodów | Strata | Zwycięzca        |
| ------- | --------- | ---- | ----------- | ----------- | ------------ | ------ | ---------------- |
| 4.      | 25 lutego | 2006 | Sestriere   | Slalom      | 1:44,18      | +1,04  | Benjamin Raich   |
| DNF2    | 23 lutego | 2010 | Whistler    | Gigant      | 2:37,83      | -      | Carlo Janka      |
| 3.      | 27 lutego | 2010 | Whistler    | Slalom      | 1:39,76      | +0,44  | Giuliano Razzoli |
| DNF     | 22 lutego | 2014 | Soczi       | Slalom      | 1:41,84      | -      | Mario Matt       |
| 23.     | 18 lutego | 2018 | Jeongseon   | Gigant      | 2:18,04      | +3,65  | Marcel Hirscher  |
| 1.      | 22 lutego | 2018 | Jeongseon   | Slalom      | 1:38,99      | -      | -                |

### Mistrzostwa świata
| Miejsce | Dzień     | Rok  | Miejscowość       | Konkurencja | Czas biegu | Strata | Zwycięzca            |
| ------- | --------- | ---- | ----------------- | ----------- | ---------- | ------ | -------------------- |
| DNF1    | 16 lutego | 2003 | St. Moritz        | Slalom      | 1:40,66    | -      | Ivica Kostelić       |
| 5.      | 12 lutego | 2005 | Bormio            | Slalom      | 1:41,34    | +1,38  | Benjamin Raich       |
| 20.     | 14 lutego | 2007 | Åre               | Gigant      | 2:19,64    | +2,71  | Aksel Lund Svindal   |
| 22.     | 17 lutego | 2007 | Åre               | Slalom      | 1:57,33    | +12,57 | Mario Matt           |
| DNF1    | 13 lutego | 2009 | Val d’Isère       | Gigant      | 2:18,82    | -      | Carlo Janka          |
| DNF1    | 15 lutego | 2009 | Val d’Isère       | Slalom      | 1:44,17    | -      | Manfred Pranger      |
| 10.     | 20 lutego | 2011 | Ga-Pa             | Slalom      | 1:41,72    | +1,50  | Jean-Baptiste Grange |
| 2.      | 12 lutego | 2013 | Schladming        | Drużynowo   | -          | -      | Austria              |
| 14.     | 15 lutego | 2013 | Schladming        | Gigant      | 2:28,92    | +3,55  | Ted Ligety           |
| 4.      | 17 lutego | 2013 | Schladming        | Slalom      | 1:51,03    | +1,05  | Marcel Hirscher      |
| 3.      | 10 lutego | 2015 | Vail/Beaver Creek | Drużynowo   | -          | -      | Austria              |
| DNF1    | 13 lutego | 2015 | Vail/Beaver Creek | Gigant      | 2:34,16    | -      | Ted Ligety           |
| 3.      | 14 lutego | 2017 | Sankt Moritz      | Drużynowo   | -          | -      | Francja              |
| DNS2    | 17 lutego | 2017 | Sankt Moritz      | Gigant      | 2:13,31    | -      | Marcel Hirscher      |
| 6.      | 19 lutego | 2017 | Sankt Moritz      | Slalom      | 1:34,75    | +1,10  | Marcel Hirscher      |
| 5.      | 12 lutego | 2019 | Åre               | Drużynowo   | -          | -      | Szwajcaria           |
| 13.     | 17 lutego | 2019 | Åre               | Slalom      | 2:07,55    | +1,69  | Marcel Hirscher      |

### Mistrzostwa świata juniorów
| Miejsce | Dzień   | Rok  | Miejscowość  | Konkurencja | Czas biegu | Strata | Zwycięzca                      |
| ------- | ------- | ---- | ------------ | ----------- | ---------- | ------ | ------------------------------ |
| DNF     | 2 marca | 2002 | Tarvisio     | Slalom      | 1:30,46    | -      | Steven Nyman                   |
| DNF     | 7 marca | 2003 | Briançonnais | Gigant      | 2:02,72    | -      | Daniel Albrecht Mario Scheiber |
| DNF     | 8 marca | 2003 | Briançonnais | Slalom      | 1:33,74    | -      | Marc Berthod                   |

### Puchar Świata

#### Miejsca w klasyfikacji generalnej
- sezon 2003/2004: 89.
- sezon 2004/2005: 34.
- sezon 2005/2006: 39.
- sezon 2006/2007: 44.
- sezon 2007/2008: 48.
- sezon 2008/2009: 33.
- sezon 2009/2010: 41.
- sezon 2010/2011: 18.
- sezon 2011/2012: 11.
- sezon 2012/2013: 9.
- sezon 2013/2014: 30.
- sezon 2014/2015: 31.
- sezon 2015/2016: 15.
- sezon 2016/2017: 15.
- sezon 2017/2018: 11.
- sezon 2018/2019: 28.
- sezon 2019/2020: 31.

#### Zwycięstwa w zawodach
1. Beaver Creek – 3 grudnia 2006 (slalom)
2. Zagrzeb – 6 stycznia 2011 (slalom)
3. Kranjska Gora – 11 marca 2012 (slalom)
4. Schladming – 18 marca 2012 (slalom)
5. Levi – 11 listopada 2012 (slalom)
6. Sankt Moritz – 20 marca 2016 (slalom)
7. Oslo – 1 stycznia 2018 (slalom równoległy)

#### Pozostałe miejsca na podium w zawodach
1. Schladming – 25 stycznia 2005 (slalom) – 3. miejsce
2. Kranjska Gora – 27 lutego 2005 (slalom) – 2. miejsce
3. Wengen – 17 stycznia 2010 (slalom) – 2. miejsce
4. Garmisch-Partenkirchen – 13 marca 2010 (slalom) – 3. miejsce
5. Levi – 14 listopada 2010 (slalom) – 2. miejsce
6. Schladming – 25 stycznia 2011 (slalom) – 2. miejsce
7. Flachau – 21 grudnia 2011 (slalom) – 2. miejsce
8. Wengen – 15 stycznia 2012 (slalom) – 2. miejsce
9. Bansko – 19 lutego 2012 (slalom) – 2. miejsce
10. Moskwa – 21 lutego 2012 (slalom równoległy) – 3. miejsce
11. Zagrzeb – 6 stycznia 2013 (slalom) – 2. miejsce
12. Moskwa – 29 stycznia 2013 (slalom równoległy) – 2. miejsce
13. Adelboden – 12 stycznia 2014 (slalom) – 2. miejsce
14. Alta Badia – 21 grudnia 2015 (gigant równoległy) – 3. miejsce
15. Naeba – 14 lutego 2016 (slalom) – 2. miejsce
16. Sztokholm – 23 lutego 2016 (slalom równoległy) – 2. miejsce
17. Wengen – 14 stycznia 2018 (slalom) – 3. miejsce
18. Sztokholm – 30 stycznia 2018 (slalom równoległy) – 2. miejsce
19. Levi – 18 listopada 2018 (slalom) – 3. miejsce
20. Val d’Isère – 15 grudnia 2019 (slalom) – 2. miejsce

- W sumie (7 zwycięstw, 14 drugich i 6 trzecich miejsca).